# 吴玉谦
吴玉谦（1943年—2016年3月20日），山东省宁阳县人，中国人民解放军将领、中国人民解放军中将。 

## 生平
1996年，授予中国人民解放军中将，曾任沈阳军区副司令员。 
2008年，当选第十一届全国政协常务委员，代表特别邀请人士，分入第五十六组。并担任外事委员会专委。2016年3月20日去世。